# Du är alltid en del utav mej (musikalbum)
Du är alltid en del utav mej är ett studioalbum av Henrik Åberg, utgivet 1996. Albumet blev hans debutalbum.

## Låtlista
1. Bara en clown (Lasse Holm, Ingela Forsman)
2. There Goes My Everything (Dallas Frazier)
3. Jim (Red Foley, Gert Lengstrand)
4. Paralyzed (Otis Blackwell, Elvis Presley, Gert Lengstrand)
5. Love Me Tender (Elvis Presley, Vera Matson)
6. Du är alltid en del utav mej (Lasse Holm, Lasse Berghagen)
7. I Love You Because (Leon Payne)
8. He'll Have to Go (Joe Allison, Audrey Allison, Rose-Marie)
9. Blue Hawaii (Leo Robin, Ralph Rainger)
10. Mannen vid havet (Michael Saxell, Ingela Forsman)
11. Var mej nära (Lars Moberg, Lasse Berghagen)

## Listplaceringar
| Lista (1996) | Topplacering |
| ------------ | ------------ |
| Sverige      | 12           |

### Fotnoter
1. ↑  ”Du är alltid en del utav mej”. Svensk mediedatabas. 26 februari 1996. http://smdb.kb.se/catalog/id/001510702. Läst 6 december 2014.
2. ↑  ”Du är alltid en del utav mej”. Svensk mediedatabas. 26 februari 1996. http://smdb.kb.se/catalog/id/001535909. Läst 6 december 2014.
3. ↑  ”Du är alltid en del utav mej”. Swedishcharts. 26 februari 1996. http://www.swedishcharts.com/showitem.asp?interpret=Henrik+%C5berg&titel=Du+%E4r+alltid+en+del+utav+mig&cat=a. Läst 6 december 2014.